# Stereobasis
Die Stereobasis ist bei der Stereowiedergabe die Lautsprecherbasis, also die Abbildungsbreite zwischen zwei Lautsprechern in der Stereoanordnung, wenn der Zuhörer sich idealerweise in einer Ecke des gleichseitigen Stereodreiecks befindet.

## Überblick
Die Stereobasis, also der Abstand zwischen den Lautsprechern, kann 1 Meter breit sein bei Nearfield-Monitoring oder üblicherweise 2 bis 3 Meter in einem Wohnzimmer, aber auch 5 bis 10 Meter in einem Tonfilmtheater (Kino). Für die Basisbreite gibt es keine genaueren Vorschriften. Auf der Mittellinie zwischen den Lautsprechern ist der optimale Hörplatz, der auch als Sweet Spot bezeichnet wird.
Das Wort Lautsprecherbasis ist adäquat zum Begriff Mikrofonbasis, bei dem zum Beispiel bei der Aufnahme in Laufzeitstereofonie die Mikrofone einen bestimmten Abstand voneinander haben. Geht man auf der Mittellinie auf die Lautsprecherfront zu, dann gibt es den Effekt, dass Mittenschallquellen in die Höhe wandern, was als Elevation bezeichnet wird.
Zur Stereobasis, also der Abmessung der Lautsprecherfront, gehört auch der Begriff Stereodreieck, das den Hörplatz im gleichseitigen Dreieck mit einschließt. Die drei Winkel des Dreiecks sind je 60°. Vom Hörer aus gesehen befinden sich die Lautsprecher L und R in einer Richtung von ± 30°. Es ist in der Praxis üblich, die Lautsprecherbasis linear in die Hörereignisrichtung einzuteilen. Dabei ist die Richtung eines Lautsprechers die Hörereignisrichtung 100 %. Das Center ist 0 % und genau zwischen Center und einem Lautsprecher befindet sich die Hörereignisrichtung HL (halblinks) oder HR (halbrechts) mit der Hörereignisrichtung 50 %.

## Elevation oder Erhebung
Die Erhebung oder Elevation der Phantomschallquellen über der Verbindungslinie zwischen den Lautsprechern resultiert aus dem Widerspruch, dass das Gehör zwar identische Signale bei einer realen Mittenschallquelle empfängt, diese aber tatsächlich nicht von vorne, sondern von halb seitlich eintreffen. Diese damit verbundene Klangfarbenverfälschung muss dem Gehör aus seiner Erfahrung heraus als unlogisch erscheinen. Es reagiert mit der scheinbaren Erhebung der Phantomschallquelle im Center, was auch als Regenbogeneffekt bezeichnet wird.

## Stereobasis beim Fotografieren
Bei der Stereokamera und der Stereoskopie wird der Abstand der beiden Fotoapparate (Kameras) auch mit Stereobasis bezeichnet.